# Sevnica
Sevnica (in passato in tedesco Lichtenwald) è un comune di 17 633 abitanti della Slovenia orientale.  È una cittadina storica, oggi prettamente industriale situata su un colle lungo la riva sinistra della Sava.

## Storia
Abitata sin dall'epoca preistorica, la prima citazione di Sevnica nell'epoca moderna si ha nel 1043, quando il villaggio (Lichtenwaldt) fu feudo dei Vescovi di Salisburgo, che nel XII secolo vi eressero un castello, e che lo detennero fino al 1595. Nel XIV secolo divenne un borgo di notevole attività commerciale. Fu assediata e aggredita più volte dai Turchi e ora del suo antico aspetto non restano tracce.

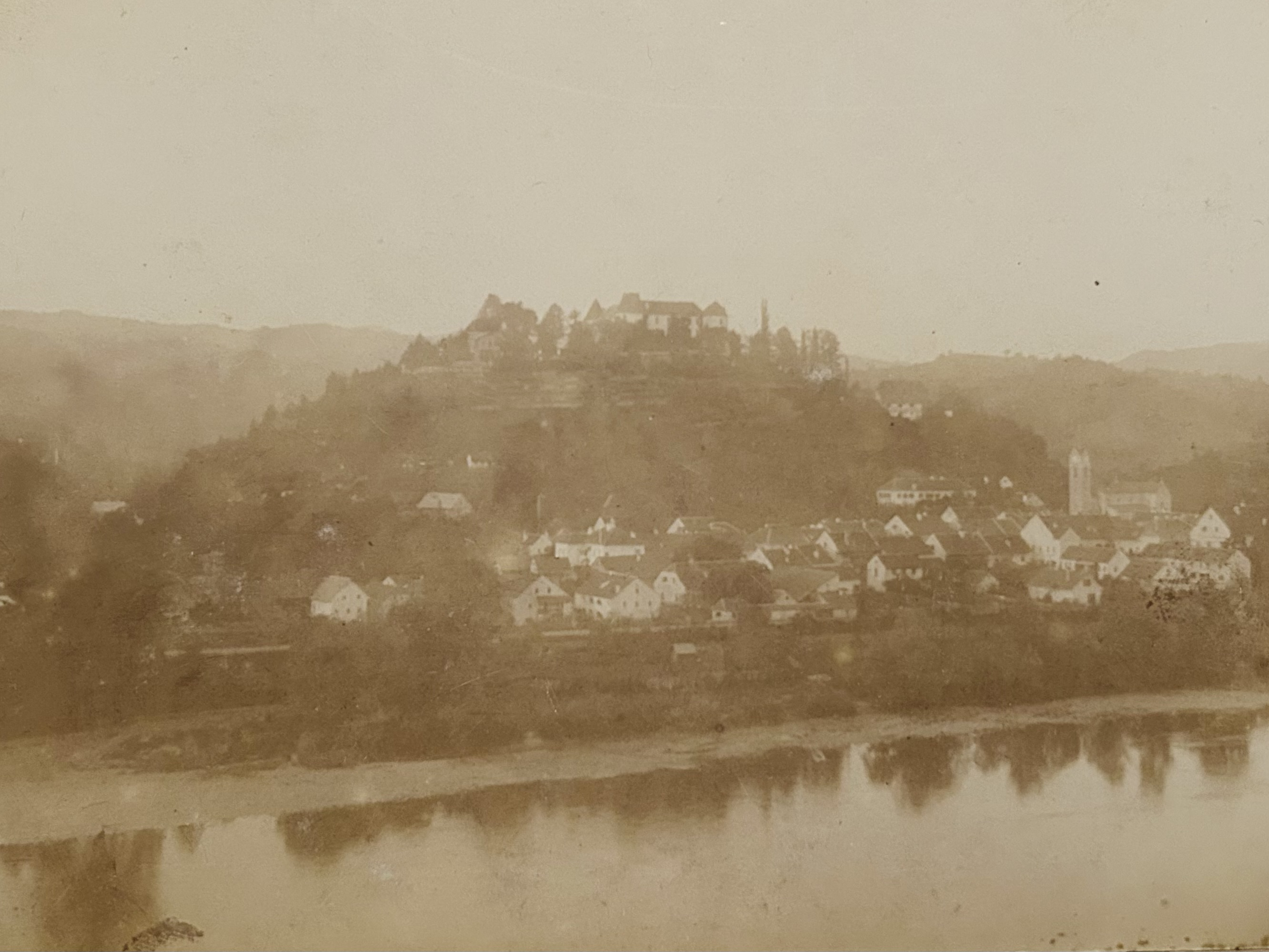
Sevnica (Lichtenwald), città vecchia e castello (1890 - 1910)

Dal 1941 al 1943, durante l'occupazione della Jugoslavia ad opera delle potenze dell'Asse, il territorio comunale venne spartito tra le zone di occupazione tedesca e italiana: gran parte del territorio comunale, incluso il capoluogo, finì sotto occupazione tedesca, nel Reichsgau della Stiria; mentre una piccola parte, il cui centro più importante fu il villaggio di Tržišče, venne annessa alla neonata Provincia italiana di Lubiana.

## Chiese
La chiesa parrocchiale della città è dedicata a San Nicola e appartiene alla Diocesi di Celje. Essa è stata costruita nel 1862, su un edificio del 15 secolo.
Altre chiese cittadine sono dedicate a San Floriano, la madre di Dio e sant'Anna, tutti appartenenti alla stessa parrocchia.